# Luna Ad Noctum
Luna Ad Noctum és un grup de música black metal simfònic polonès format el 1998. El formen Adrian Nefarious (baix i veu), Dragor (bateria), Tomas Infamous (guitarra), Blasphemo (guitarra) i Noctivagus (teclat).

## Discografia
- Moonlit Sanctum rech MC (1998)
- Lunar Endless Temptation (PROMO, 2001)
- Dimness' Profound (LP, 2001)
- Sempiternal Consecration (LP, 2004)
- The Perfect Evil In Mortal (LP, 2006)